# Mohamed Bassam
Mohamed Bassam (25 de dezembro de 1990) é um futebolista profissional egípcio que atua como goleiro. Atualmente, joga pelo Ceramica Cleopatra.

## Carreira
Mohamed Bassam integrou do elenco da Seleção Egípcia de Futebol da Olimpíadas de 2012, como goleiro reserva.